# Ариасп
Ариасп — представитель династии Ахеменидов.
Он был вторым из трех законных сыновей, рожденных персидским царём Артаксерксом II и Статирой, дочерью Гидарна. Его родными братья были Дарий и Ох (будущий царь Артаксеркс III).
После того как наследный принц Дарий был казнён, Ариасп стал следующием претендентом на трон. Однако он был доведён Охом незадолго до смерти своего отца до самоубийства. Кроме того, существует версия, что Артаксеркс II лично довёл Ариаспа до самоубийства. Может быть Ариасп поддержал заговор Дария и поэтому должен был умереть, в результате чего наследником трона становился Ох.